# فرد ده بروینه
فرد ده بروینه (انگلیسی: Fred De Bruyne; ۲۱ اکتبر ۱۹۳۰ – ۴ فوریهٔ ۱۹۹۴) دوچرخه‌سوار اهل بلژیک بود.